# Grêmio Novorizontino
Grêmio Novorizontino is een Braziliaanse voetbalclub uit de stad Novo Horizonte, in de deelstaat São Paulo.

## Geschiedenis
De club werd in 2001 opgericht als amateurclub, twee jaar nadat Grêmio Esportivo Novorizontino ontbonden werd. De eerste jaren speelde de club als amateurclub. In 2010 werd de club lid van de Federação Paulista de Futebol en werd zo een profclub. In 2012 kon de club promotie afdwingen naar de Serie A3 van het Campeonato Paulista. Na een middelmatig eerste seizoen werd de club kampioen in 2014. Het volgende jaar werd de club vicekampioen in de Série A2 achter Ferroviária en promoveerde zo voor het eerst naar de hoogste klasse. In het eerste seizoen bij de staatselite eindigde de club op de elfde plaats op twintig clubs. In 2017 bereikte de club de tweede ronde, waarin ze verloren van Palmeiras. Hierdoor plaatste de club zich voor de Série D 2018, waar ze de derde ronde bereikten tegen Linense. Ook in de staatscompetitie van 2018 bereikten ze de tweede fase, waar ze op Palmeiras botsten. In de Série D 2019 ging ze er nu uit in de tweede fase tegen Boavista. Eerder dat jaar ging de club er in de staatscompetitie voor de derde keer op rij uit in de kwartfinale tegen Palmeiras. In de Série D 2020 werd de club groepswinnaar en bereikte de halve finale, waardoor de club al verzekerd was van promotie naar de Série C. Ze verloren hier wel van Floresta. In 2021 werd de club groepswinnaar van de reguliere competitie en werd in de tweede groepsfase tweede achter Tombense, wat volstond om voor het tweede jaar op rij te promoveren. In de staatscompetitie tuimelde de club wel uit de hoogste klasse, maar kon wel na één seizoen terugkeren.
Nadat de club in 2022 net boven de degradatiezonde eindigde in de Série B ging het in 2023 beter en stond de club zelfs drie speeldagen aan de leiding en werd uiteindelijk vijfde. In 2024 stond de club van de zestiende tot de voorlaatste speeldag op een promotieplaats en zelfs negen weken aan de leiding. De laatste drie speeldagen behaalde de club slechts één op negen waardoor ze op een gedeelde vierde plaats belandde met een slechter doelsaldo dan Ceará waardoor de club op een haar na de promotie miste. 

## Bekende spelers
- Alessandro Cambalhota

Amazonas ·
América Mineiro · 
Athletic · 
Athletico Paranaense ·
Atlético Goianiense · 
Avaí ·
Botafogo-SP ·
Chapecoense · 
Coritiba ·
CRB · 
Criciúma ·
Cuiabá ·
Ferroviária · 
Goiás ·
Novorizontino ·
Operário Ferroviário ·
Paysandu ·
Remo · 
Vila Nova ·  
Volta Redonda